# Hookeriopsis levieri
Hookeriopsis levieri är en bladmossart som beskrevs av Brotherus 1907. Hookeriopsis levieri ingår i släktet Hookeriopsis och familjen Hookeriaceae. Inga underarter finns listade i Catalogue of Life.